# Snelwegparking Groot-Bijgaarden
De snelwegparking Groot-Bijgaarden is een geheel van twee verzorgingsplaatsen, Groot-Bijgaarden-Noord en Groot-Bijgaarden-Zuid, aan de autosnelweg A10/E40 tussen de Belgische steden Gent en Brussel op het grondgebied van de gemeente Dilbeek. De parkings bevinden zich anderhalve kilometer ten westen van het knooppunt Groot-Bijgaarden.
In België verschenen de eerste snelwegparkings in de jaren 1970. De parking van Groot-Bijgaarden werd aangelegd tussen 1971 en 1980. In 2019 werd begonnen met de volledige heraanleg. Aan beide zijden is er een Texaco-tankstation.